# Грамочељ
Грамочељ (алб. Gramaçel) је насељено место у општини Дечани, на Косову и Метохији. Према попису становништва из 2011. у насељу је живело 1.097 становника.

## Положај
Атар насеља се налази на територији катастарске општине Грамочељ површине 452 ha.

## Историја
Грамочељ се први пут помиње у Дечанској хрисовуљи из 1330. године као једно од најбројнијих дечанских села са 90 кућа и скоро 300 мушких особа. У турском попису 1485. године записана су 52 српска домаћинства на челу са православним попом. На данашњем гробљу Албанаца католика сачувани су темељи православног манастира, а на грамочељском ромском гробљу могу се видети остаци старог српског гробља.

## Становништво
Према попису из 2011. године, Грамочељ има следећи етнички састав становништва:
| Националност             | 2011.        |
| Албанци                  | 972 (88,61%) |
| Египћани                 | 121 (11,03%) |
| Ашкалије                 | 1 (0,09%)    |
| неизјашњени и недоступно | 3 (0,27%)    |
| Укупно                   | 1.097        |

| Демографија | Демографија | Демографија |
| Година      | Становника  | Становника  |
| ----------- | ----------- | ----------- |
| 1948.       | 499         |             |
| 1953.       | 590         |             |
| 1961.       | 738         |             |
| 1971.       | 877         |             |
| 1981.       | 1.133       |             |
| 1991.       | 1.335       |             |
| 2011.       | 1.097       |             |